# Sachen Kunga Nyingpo
Sachen Kunga Nyingpo (Wylie: Sa-chen Kun-dga’ Snying-po) (1092-1158) foi um líder espiritual tibetano e o primeiro dos Cinco Grandes Mestres Sakyapas. Sachen Kunga Nyinpo foi o terceiro Sakya Trizin e filho de Khon Konchok Gyalpo (1034-1102), que fora o primeiro Sakya Trizin e fundador do Monastério Sakya no Tibete em 1073.
Sachen Kunga Nyingpo nasceu em 1092. Desde tenra idade Sachen demonstrou grandes sinais de sabedoria e fora considerado uma emanação de Manjushri. Com a idade de doze anos Sachen, sob a tutela de seu guru, Bari Lotsava que era o principal aluno de Konchog Gyalpo, realizou um estrito retiro de meditação sobre o Yidam Manjushri. Depois de meditar desta forma por seis meses, Manjushri apareceu defronte a ele e deu-lhe os ensinamentos sobre afastar-se dos quatro apegos:
- Se te apegas a esta vida, não és um praticante do budismo;
- Se te apegas ao ciclo de existência cíclica, não adquiriste renúncia;
- Se te apegas aos teus próprios interesses, não possuís bodhichitta;
- Se te apegas à resultados, não desenvolvestes a visão.

Sachen realizou naquele instante que este ensinamento continha a essência dos ensinamentos da Perfeição da Sabedoria. Ele era um vegetariano estrito e recebeu ensinamentos e empoderamentos sobre os sutras e tantras de muitos eminentes mestres, incluindo seu pai e, através de visões, do adepto tântrico Virupa. Sachen era um homem de imensa virtude e bodhicitta. Tinha uma imensurável fé em sua prática e foi um excelente professor dos ensinamentos budistas.
Sachen transmitiu toda a doutrina para seus dois filhos, Sonam Tsemo e Drakpa Gyaltsen. Ele faleceu com a idade de 67 anos em 1158.